# Enrique Reig y Casanova
Enrique Reig y Casanova (Valencia, 20 gennaio 1859 – Toledo, 27 agosto 1927) è stato un cardinale e arcivescovo cattolico spagnolo.
Fu nominato cardinale della Chiesa cattolica da papa Pio XI.

## Biografia
Nacque a Valencia il 20 gennaio 1859.
Papa Pio XI lo elevò al rango di cardinale nel concistoro dell'11 dicembre 1922.
Morì il 27 agosto 1927 all'età di 68 anni.

## Genealogia episcopale e successione apostolica
La genealogia episcopale è:
- Cardinale Scipione Rebiba
- Cardinale Giulio Antonio Santori
- Cardinale Girolamo Bernerio, O.P.
- Arcivescovo Galeazzo Sanvitale
- Cardinale Ludovico Ludovisi
- Cardinale Luigi Caetani
- Cardinale Ulderico Carpegna
- Cardinale Paluzzo Paluzzi Altieri degli Albertoni
- Papa Benedetto XIII
- Papa Benedetto XIV
- Papa Clemente XIII
- Cardinale Bernardino Giraud
- Cardinale Alessandro Mattei
- Cardinale Pietro Francesco Galleffi
- Cardinale Giacomo Filippo Fransoni
- Cardinale Carlo Sacconi
- Cardinale Edward Henry Howard
- Cardinale Mariano Rampolla del Tindaro
- Cardinale Rafael Merry del Val y Zulueta
- Cardinale Francesco Ragonesi
- Cardinale Enrique Reig y Casanova

La successione apostolica è:
- Vescovo Narciso de Esténaga y Echevarría (1923)
- Vescovo Rafael Balanzá y Navarro (1924)
- Vescovo José Vila y Martínez (1926)